# Hohn (Bad Münstereifel)
Hohn ist ein Stadtteil von Bad Münstereifel im Kreis Euskirchen, Nordrhein-Westfalen.

## Geografie
Der eingemeindete Ort liegt südwestlich der Kernstadt von Bad Münstereifel. Am südöstlichen Ortsrand verläuft die Kreisstraße 36. Diese verläuft durch den Ort Kolvenbach, dessen Bebauung wiederum südlich von Hohn in den Ort übergeht.

## Geschichte
Sowohl Hohn wie auch Kolvenbach wurden 1137 erstmals urkundlich erwähnt.
Mit der Einführung der Rheinischen Städteordnung 1845 wurde Hohn eine eigenständige Gemeinde, die zur Bürgermeisterei Nöthen im Kreis Schleiden gehörte, später wurde diese dem Amt Zingsheim, ebenfalls im Kreis Schleiden, zugeschlagen. 
Am 1. Juli 1969 wurde Hohn nach Münstereifel im Kreis Euskirchen eingemeindet.

## Infrastruktur und Verkehr
Die Grundschulkinder werden zur Gemeinschaftsgrundschule nach Bad Münstereifel gebracht. Im Jahr 1972 wurde in der ehemaligen Dorfschule ein Kindergarten eingerichtet.
Die VRS-Buslinie 824 der RVK verbindet den Ort mit Bad Münstereifel und Blankenheim, überwiegend als TaxiBusPlus im Bedarfsverkehr.
| Linie | Verlauf |
| ----- | --- |
| 824   | MiKE (außer im Schülerverkehr): Blankenheim – Mülheim – Tondorf – Buir – Holzmülheim – Frohngau – Roderath – Bouderath – (Witscheiderhof – Bergrath) / Kolvenbach – Hohn – Eicherscheid – Bad Münstereifel Eifelbad – Bad Münstereifel Bf |